# Asplundia insignis
Espèce
Classification phylogénétique

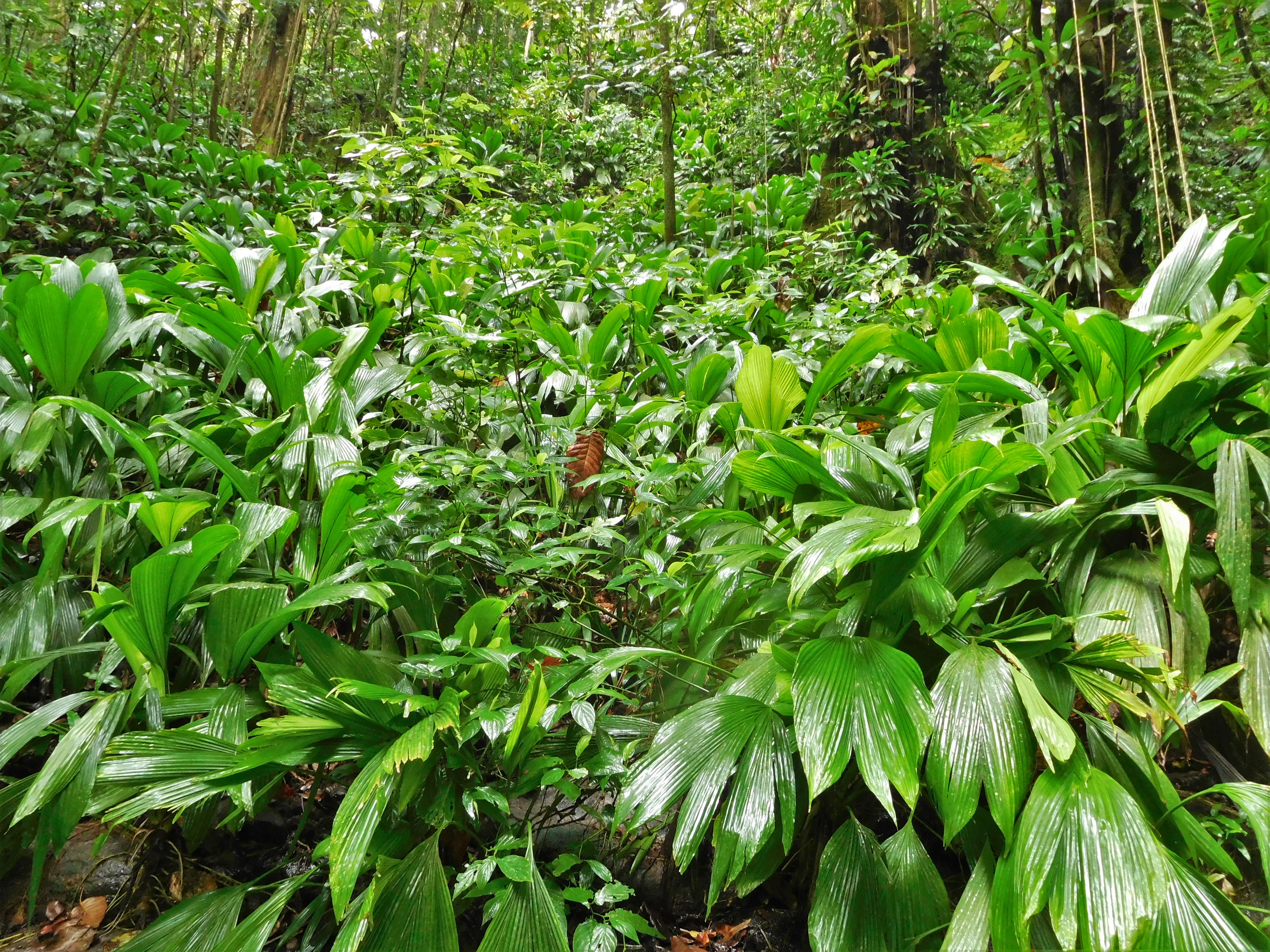

Asplundia insignis est une espèce de plante de la famille des Cyclanthaceae.
C'est une espèce originaire des Antilles (www.potomitan.info et saintlucianplants.com) 

## Synonymes
- Carludovica insignis Duchass. ex Griseb.